# Fomínskaia
Fomínskaia (en rus: Фоминская) és un poble de l'óblast d'Arkhànguelsk, a Rússia, segons el cens del 2012 tenia 7 habitants.